# Walerij Lwow
Walerij Konstantinowicz Lwow (ros. Валерий Константинович Львов, ur. 20 lutego 1953 w Czeboksarach, zm. 24 maja 2025) – radziecki pięściarz, mistrz świata z 1978.
Zwyciężył w kategorii piórkowej (do 57 kg) na mistrzostwach Europy juniorów w 1972 w Bukareszcie po pokonaniu w finale Stanisława Osetkowskiego.
Zdobył srebrny medal w wadze lekkiej (do 60 kg) na mistrzostwach Europy w 1975 w Katowicach, gdzie w półfinale pokonał Andrása Botosa z Węgier, a w finale uległ Simionowi Cuțovowi z Rumunii.
Zwyciężył w wadze lekkopółśredniej (do 63,5 kg) na mistrzostwach świata w 1978 w Belgradzie. Wśród pokonanych przez niego zawodników znaleźli się Andrés Aldama z Kuby w ćwierćfinale, Jean-Claude Ruiz z Francji w półfinale i Mehmet Bogujevci z Jugosławii w finale.
Walerij Lwow zwyciężył również podczas Spartakiady Gwardyjskiej w wadze lekkiej w 1973 i 1975.
Walerij Lwow był mistrzem Związku Radzieckiego w wadze lekkiej w 1975 i w wadze lekkopółśredniej w 1978, wicemistrzem w wadze lekkiej w 1973 i 1976 oraz brązowym medalistą w wadze lekkiej w 1974.
W 1978 otrzymał tytuł Zasłużonego Mistrza Sportu Związku Radzieckiego.